# Hôtel Adlon (roman)
Pour les articles homonymes, voir Adlon.
Hôtel Adlon (If The Dead Rise Not) est un roman policier historique de Philip Kerr, paru en anglais en 2009 et en français en 2012. Il s'agit du sixième roman mettant en scène Bernie Gunther.

## Contexte
Le roman, formellement divisé en deux parties de longueurs inégales, est narré à la première personne du singulier par le héros, Bernie Gunther. 
Ce dernier n'a pas voulu servir l'État nazi à la suite de la prise du pouvoir par Hitler et a quitté la police criminelle. Il savait au demeurant que ses jours dans les services de police étaient comptés, ses positions politiques sociales-démocrates étant connues de tous. Il a été embauché à l'hôtel Adlon où il travaille en tant que chef de la sécurité de l'établissement. 
Dans la première partie du roman, scindée en 32 chapitres, qui se déroule en 1934, Bernie Gunther tente d'élucider trois mystérieuses affaires apparemment sans lien entre elles : le vol d'un objet précieux chinois, la mort d'un client de l’hôtel et celle d'un inconnu retrouvé noyé dans le fleuve. C'est l'occasion pour l’auteur d'évoquer longuement les débuts de la mainmise du régime nazi en Allemagne, les lois raciales, la persécution des juifs et des tziganes, le climat de terreur qui s'abat sur le pays, la situation des prostituées dans les palaces, etc.
Dans une seconde partie plus courte, divisée en 24 chapitres, se déroulant en février 1954, Bernie Gunther se trouve à La Havane où ses pérégrinations l'ont conduit après la Seconde Guerre mondiale, la mort de sa femme, une incarcération dans le Bloc de l'Est, enfin un exil en Argentine. Bernie Gunther y retrouve deux protagonistes déjà croisés vingt ans auparavant et qu’il n'avait plus vus depuis lors. Il est chargé de résoudre un meurtre commis dans un hôtel. L'auteur évoque longuement la situation politique, économique, sociale de Cuba des années 1950, alors que Batista s'est emparé du pouvoir deux ans auparavant avec l'aide de la CIA.

## Résumé

### « Berlin, 1934 »
Attaché au souvenir de la République de Weimar récemment abolie par le régime hitlérien, Bernie Gunther a démissionné de la Kripo. Reconverti dans le privé, il est désormais responsable de la sécurité à l'hôtel Adlon. Alors qu'il est pressé de se rendre à un rendez-vous, il est interpellé par August Krichbaum, un policier qui croit voir en lui un ennemi du régime. Bernie le frappe violemment à l'abdomen et s'enfuit. Quelques heures après, il apprendra que le policier est mort des suites de ses blessures. Dans les semaines qui suivront, Bernie aura sans cesse peur d'être découvert.
Quelques jours après, à l'hôtel Adlon, l'homme d'affaires américain Max Reles se plaint du vol d'une précieuse œuvre d'art asiatique. Bernie commence une enquête dans les milieux de l'art. Il semble que l'œuvre ait « disparu » d'un musée berlinois pour être remise à Max Reles dans le cadre, semble-t-il d'une corruption du comité américain pour les Jeux olympiques. En effet, les Jeux olympiques doivent avoir lieu en 1936 à Berlin et le régime nazi ne souhaite pas que sa politiques anti-juive ne lui attire les foudres du lobby juif américain. Ainsi la polémique fait rage pendant qu'Avery Brundage s'efforce d'empêcher un boycott des Jeux par les États-Unis.
Cette œuvre d'art asiatique semble avoir été prélevée dans le fonds d'un musée berlinois pour être remise, en guise de soudoiement, à des membres du comité olympique américain.
Sur ces entrefaites, Bernie apprend qu’en vertu des nouvelles lois raciales, il ne pourra s'établir comme détective privé qu'il envisage d'exercer à moyen terme que s'il prouve la pureté de son « aryanité ». Or il sait que sa grand-mère maternelle, aujourd'hui décédée, était juive. Il va donc tenter de contacter un faussaire afin d'obtenir de faux papiers d'identité susceptibles de prouver qu'il n'a jamais eu d'aïeule juive.
Bernie rencontre ensuite une journaliste américaine mariée, Noreen Eisner-Charalambides, qui travaille pour l'International New York Times. Elle enquête sur la montée de l'antisémitisme dans l'Allemagne nazie et sur les préparatifs des Jeux olympiques. Antinazie et ayant des idées politiques socialistes, elle souhaite rédiger une série d'articles qui permettraient peut-être le boycott des Jeux par les États-Unis.
Or un homme vient d'être découvert noyé dans le fleuve. Ses poumons étant remplis d'eau salée, il semble peu probable qu'il se soit noyé dans un fleuve d'eau douce. L'examen du corps montre aussi que l'homme, circoncis, était juif. Se pourrait-il qu’il s'agisse d'un crime raciste haineux ? Noreen engage Bernie pour qu'il enquête sur cette affaire mystérieuse. L'enquête permettra de découvrir le métier du défunt (boxeur professionnel), son identité (Isaac Deutsch), les raisons de sa mort et la personne ayant procédé à l'assassinat. 
Bernie apprend que Noreen est mariée avec Nick Charalambides mais que le couple ne s'entend pas. Durant leur enquête commune, Bernie et Noreen ne tardent pas à tomber amoureux l'un de l'autre et vivent une relation sentimentale brève mais intense.
Bernie est amené à enquêter sur un deuxième décès, celui d'un chef d'entreprise, Heinrich Rubusch, retrouvé mort dans une chambre de l'hôtel Adlon. Si la mort semble naturelle (rupture d'anévrisme), Bernie a un doute : il estime cette mort suspecte. Se rendant à Würzburg pour y rencontrer la veuve, il fait une découverte capitale : l'homme était venu à Berlin pour soumissionner à un très important marché public. Or selon la veuve, l'offre commerciale qu'on a trouvée dans ses affaires n'était pas l'offre qui avait été réellement faite. La veuve est formelle : c'est elle-même qui avait tapé à la machine à écrire le courrier de soumission. La mort d'Heinrich Rubusch pourrait être en lien avec la volonté de se débarrasser d'un rival gênant.
Bernie est ensuite enlevé par la Gestapo et placé au secret pendant plusieurs jours. Il est ensuite relâché sans explications. Il apprend alors que la Gestapo a ordonné à Noreen de quitter le territoire allemand, menaçant d'envoyer Bernie en camp de concentration si elle ne s'exécutait pas. Afin d'éviter une mort certaine et affreuse à Bernie, Noreen a obtempéré et quitté l'Allemagne. Elle a laissé une lettre déchirante d'amour à l'intention de Bernie.
Poursuivant ses investigations sur les trois affaires, Bernie va finir par découvrir qu’elles ont un point commun et qu'elles sont connexes entre elles…
Enfin, concernant la mort involontaire d'August Krichbaum au début du roman, Bernie craignait être reconnu par un témoin. Celui-ci, interrogé par la police, finit par reconnaître en Bernie l'agresseur de Krichbaum. Mais ce témoin est arrêté et envoyé en camp de concentration : étant juif, son témoignage n'est pas considéré comme fiable par la police nazie !

### «La Havane, février 1954»
De 1934 à 1954, Bernie Gunther a eu une vie dense, remplie d'imprévus et de souffrances personnelles. Il a été employé de force par la Gestapo et la SS durant la Seconde Guerre mondiale, il a été envoyé en Ukraine, a été fait prisonnier par les Russes, s'est évadé d'un goulag, son épouse Kirsten est morte en septembre 1947. Il a dû s'exiler sous une fausse identité (« Carlos Hausner ») en Argentine. Au début des années 1950, il a dû quitter le pays dans des circonstances stressantes.
Il a ainsi trouvé refuge à La Havane, où le dictateur Batista fait régner un ordre strict. La situation politique et sociale est très tendue : le régime est en proie à la contestation par les communistes, menés notamment par Fidel Castro, actuellement incarcéré.
Bernie essaie de rebondir professionnellement en proposant à un industriel et exportateur de cigares cubains de l'aider à exporter ses produits en Allemagne, et spécialement à Hambourg. Ce serait pour Bernie l'occasion de retourner dans son pays natal, dont il a la nostalgie, sous une couverture honnête et officielle.
Le roman reprend donc la biographie de Bernie en février 1954. Ce dernier, sous le nom de Carlos Hausner, vaque à ses projets et a la surprise de rencontrer Noreen Eisner, qu'il n'avait plus vue depuis vingt ans. Désormais divorcée, elle est devenue une romancière à succès et réside actuellement à Cuba avec sa fille Dinah. Celle-ci, âgée de 19 ans, a une vie de « femme libérée », sort beaucoup et mène sa mère par le bout du nez.
Bernie a rapidement une seconde surprise : il retrouve aussi Max Reles, qu’il avait quitté dans des circonstances dramatiques en 1934. Bernie apprend aussi que Dinah, la fille de Noreen, va bientôt épouser Max Reles, à la grande fureur de Noreen. Cette dernière a pour sa part une relation sentimentale avec Alfredo Lopez, un avocat plus jeune qu'elle qui soutient activement l'opposition communiste cubaine. Lors de la première rencontre entre Bernie et Alfredo au domicile de Noreen, Alfredo remet à l'Allemand une brochure de propagande communiste. Plus tard, Bernie rentre à son hôtel et est contrôlé par les militaires. Il comprend que si Alfredo se fait contrôler par ces mêmes militaires muni des brochures de propagande, il sera exécuté immédiatement. Il retourne par un autre chemin chez Noreen et prévient Alfredo du traquenard. L'homme le remercie et n'emporte pas les brochures.
Quelques jours après, Max Reles fait une proposition inattendue à Bernie. Il a besoin d'un homme sérieux, intelligent, à poigne, mais aussi honnête, susceptible de gérer son hôtel-casino à La Havane. Pour lui, Bernie a la caractéristique et la chance de ne pas être Cubain, ni Américain, ni Italien, de ne pas être lié à la mafia, ni au régime de Battista, ni aux contestataires communiste. Homme « vierge » de toute allégeance et doté d'un caractère bien trempé, il serait l'homme idéal pour gérer son établissement. Il lui fait donc une proposition de travail, avec un salaire élevé. Bernie, qui ne s'attendait pas à cette proposition, surtout au regard de ce qui s'était passé vingt ans auparavant, demande un délai de réflexion de quelques jours.
Max Reles présente aussi à Bernie certains de ses associés, tous issus de la Mafia américaine, parmi lesquels se trouve Meyer Lansky. Max propose à Bernie de se revoir le lendemain matin.
Or durant la nuit qui suit cet entretien et de la réunion avec les mafieux, Max Reles est assassiné en pleine nuit dans sa suite hôtelière. Il a été assassiné de sept coups de feu, tirés à bout portant avec un pistolet ou un revolver de calibre .38. Bernie se rend à l'hôtel et y apprend la mort de Max. Le chef des mafieux américains, Meyer Lansky, demande à Bernie d'enquêter pour découvrir l'identité du tueur et la raison de l'assassinat de Reles, moyennant une importante rétribution. En effet Lansky, qui n'a aucune confiance dans l'activité de la police cubaine inefficace et corrompue, souhaite un enquêteur indépendant et pugnace, agissant vite et bien. Par ailleurs, Lansky propose à Bernie de travailler au casino de Reles, comme ce dernier le lui avait proposé. À court terme, Bernie accepte d'enquêter sur la mort de Reles ; il sera aidé dans ses investigations par le capitaine Sanchez. Il ne se prononce pas sur la seconde proposition (travailler au casino de Reles). 
Grâce à Bernie, on découvre l'arme qui a servi au meurtre cachée dans un panier à linge de l'hôtel : c'est un pistolet russe Nagant, de calibre .38. Bernie suppose que, puisque personne n'a entendu de coups de feu, l'arme était dotée d'un silencieux. Meyer Lansky remet à Bernie une liste de suspects.
Dinah apprend elle-aussi la mort de son fiancé alors qu’elle se présente à l'hôtel. Elle fait une crise de nerf et déclare à Bernie qu’elle pense que l'assassin est peut-être sa mère, qui dispose à son domicile de plusieurs armes à feu, et notamment d'un Nagant. Le mobile de Noreen aurait été d'empêcher un futur mariage qu'elle considérait comme néfaste pour sa fille.
Alors que Max Reles vient d'être inhumé au cimetière juif de La Havane, Bernie vient juste de commencer son enquête, le secrétaire particulier de Max Reles, Waxey, est retrouvé assassiné, une balle tirée dans le crâne par l'oreille. Le message du tueur semble être : « tu as entendu quelque chose que tu n'aurais pas dû entendre », à moins que ce soit l'inverse :  « tu n'as entendu les coups de feu tirés sur ton patron alors que tu aurais dû les entendre ». Quoi qu'il en soit, Bernie ne doit plus enquêter sur un meurtre mais sur deux affaires connexes.
Plus tard, un troisième cadavre est découvert : Irving Golstein, chef de partie au casino de Max Reles, a été retrouvé mort, une balle dans la tête. L'homme, homosexuel, était sur la sellette et devait être prochainement licencié par Reles. On ignore si la mort est un assassinat, à l'instar de Reles et de Waxey, ou un suicide. Bernie retrouve au domicile de Golstein les plans d'un silencieux pour pistolet.
En l'état de son enquête, Bernie a trois cadavres sur les bras, dont deux ont été assassinés ; il n'a aucune piste sérieuse mais de nombreux suspects dont la plupart lui fournissent des alibis invérifiables. Sur ces entrefaites, Dinah quitte précipitamment La Havane et se rend aux États-Unis. Dinah serait-elle la coupable ? À moins que ce soit Noreen ? Ou alors celui-là même qui a demandé à Bernie d'enquêter, Meyer Lansky ? Ou la capitaine Sanchez, qui suit Bernie telle une ombre ? Ou alors Alfredo Lopez ?
Justement, Alfredo Lopez vient d'être arrêté par la police politique cubaine pour « intelligence avec les ennemis de l'État ». Noreen supplie Bernie de suspendre son enquête policière et de tenter de faire libérer son amant. Elle lui indique que celui qui a procédé à l’arrestation est le lieutenant Quevedo, un officier chargé des liaisons entre la police politique et la CIA. Bernie accepte de faire l'intercesseur et de plaider la libération d'Alfredo Lopez. Rencontrant Quevedo, il apprend alors que la police politique cubaine connaît son passé sulfureux, ses « attaches nazies » ainsi que sa véritable identité. Quevedo ordonne à Bernie d'accepter la proposition de travail de Meyer Lansky afin d'espionner les mafieux américains. En effet Battista veut s'assurer que la mafia américaine ne va pas aider financièrement et secrètement le mouvement communiste cubain. Bernie est pris entre deux feux : son honnêteté et sa dignité, et la menace d'être exécuté par la police politique s'il refuse d'espionner les mafieux. Quoi qu'il en soit, il propose à Quevedo la libération de Lopez en échange de la remise d'une cache d'armes qu’il avait découverte fortuitement le soir où il avait sauvé Lopez d'une mort certaine. Quevedo accepte le marché. Une patrouille, comprenant notamment Bernie, Quevedo et Lopez, se rend sur les lieux indiqués par l'Allemand. La cache d'armes est mise à jour et Lopez est libéré.
Bernie décide donc de reprendre son enquête sur la mort de Max Reles…
Le roman se termine sur les explications de Bernie. En revanche, rien n'est dit concernant ses futures relations avec Meyer Lansky ni celles avec la police cubaine et sur le chantage qui pourrait placer Bernie dans une situation particulièrement délicate.

## Galerie

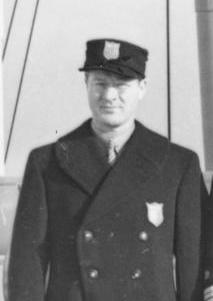
Avery Brundage en janvier 1936.
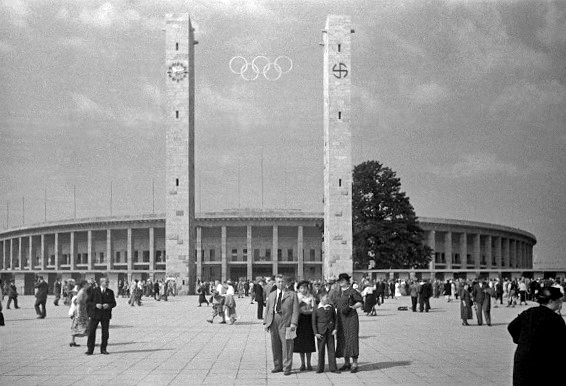
Le Stade olympique de Berlin en 1936.
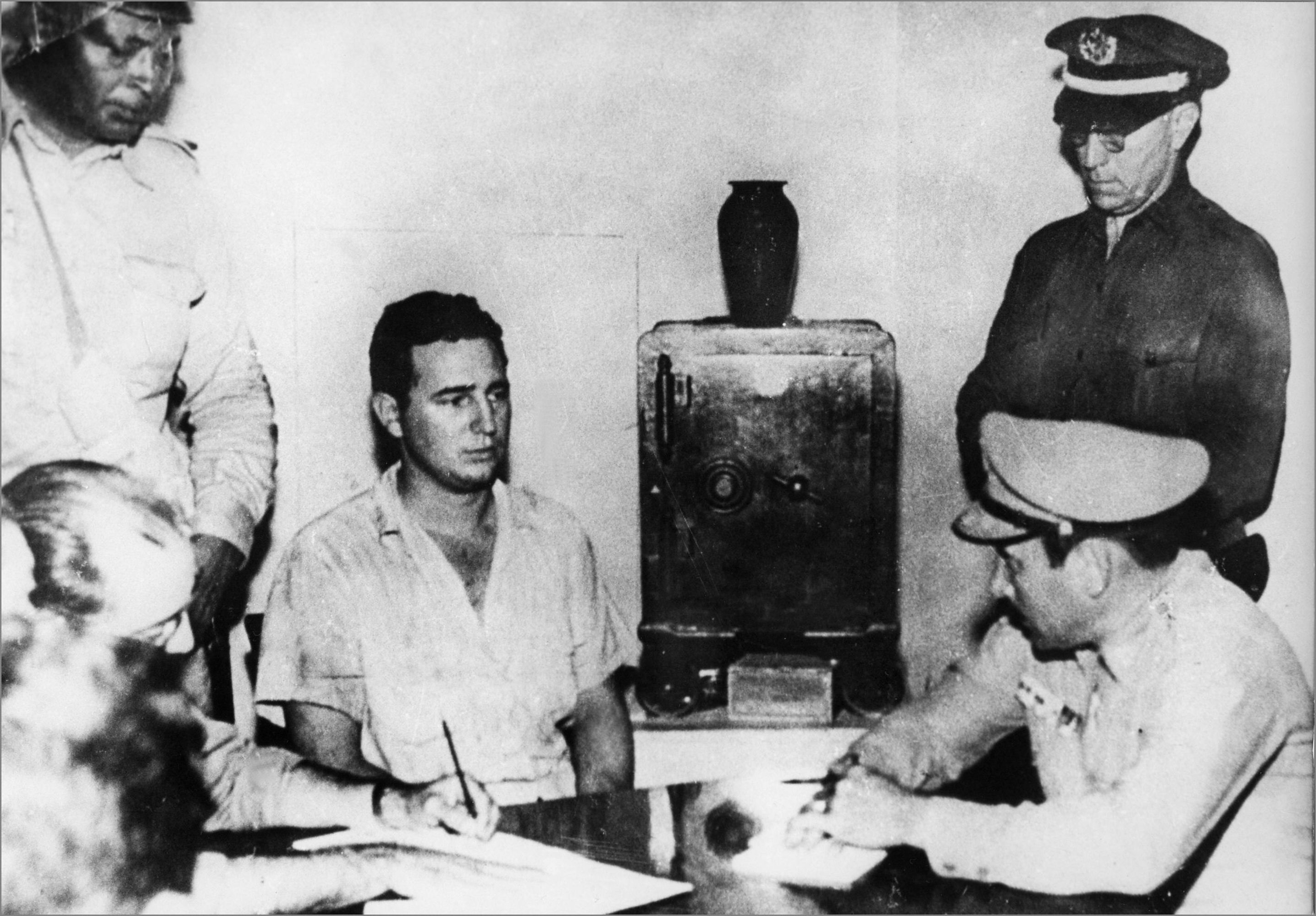
Fidel Castro (assis, à gauche) en état d'arrestation après l'attaque de la caserne de Moncada en 1953.
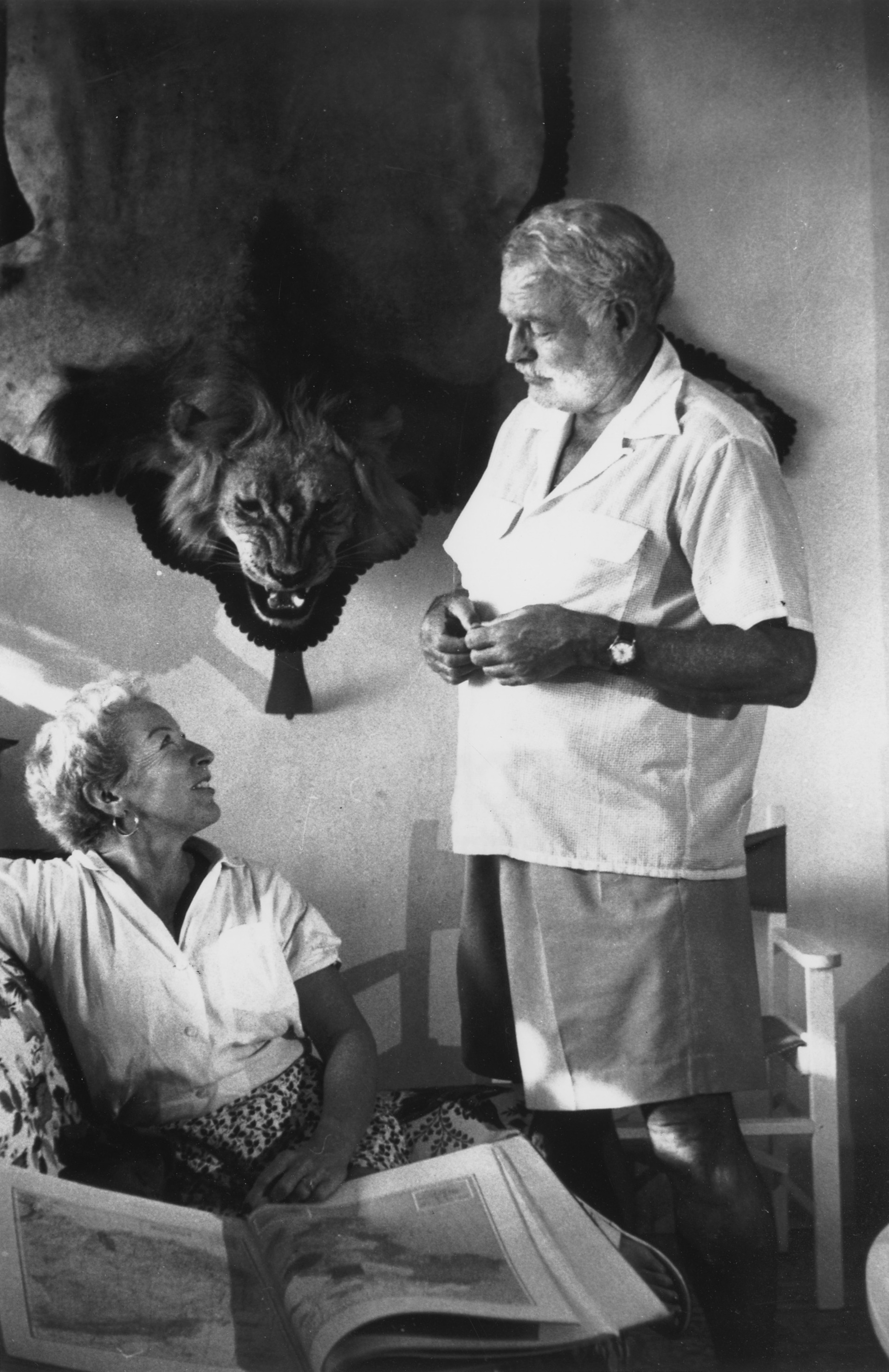
Ernest Hemingway et son épouse, Mary, à la Finca La Vigia.

## Récompenses et distinctions
- CWA Historical Dagger (en) 2009[2]
- RBA Prize for Crime Writing (en) 2009[3]
- Prix Barry 2010[4]